# Liste der Herzöge von Pfalz-Zweibrücken
Die Herrscher über das Territorium Pfalz-Zweibrücken im Heiligen Römischen Reich waren:

## Pfalzgrafen und Herzöge von Pfalz-Zweibrücken
- 1459–1489 Ludwig I. der Schwarze, 1. Herzog von Pfalz-Zweibrücken
- 1489–1490 Kaspar
- 1490–1514 Alexander der Hinkende
- 1514–1532 Ludwig II. der Jüngere
- 1532–1569 Wolfgang
- 1569–1604 Johann I. der Hinkende *
- 1604–1635 Johann II. der Jüngere *
- 1635–1661 Friedrich I.
- 1661–1681 Friedrich II. Ludwig ²
- 1681–1697 Karl XI. von Schweden in Personalunion ²
- 1697–1718 Karl XII. von Schweden in Personalunion
- 1718–1731 Gustav Samuel Leopold
- 1731–1734 Interregnum
- 1734–1735 Christian III.
- 1735–1775 Christian IV.
- 1775–1795 Karl II. August (de facto nur bis 1793)
- 1795–1797 Maximilian Joseph

*= (sic!) die Beinamen wiederholen sich wie bei den Vorgängern 1490–1532
²= große Teile der Fläche waren durch die Reunionskriege 1680–1697 französisch besetzt.
Siehe auch:
- Liste der Grafen von Zweibrücken